# Кондор D.7
Кондор D.7 је једноседи немачки ловачки авион. Авион је први пут полетео 1917. године. 

Размах крила је био 8,50 метара а дужина 6,20 метара. Маса празног авиона је износила 590 килограма а нормална полетна маса 785 килограма. Био је наоружан са два синхронизована митраљеза ЛМГ 08/15 Шпандау (LMG 08/15 Spandau) калибра 7,92 mm.

## Наоружање
| Наоружање авиона: Кондор       |      |
| Ватрено (стрељачко) наоружање  |      |
| Топ                            |      |
| Митраљез                       |      |
| Број и ознака митраљеза        | 2    |
| Калибар                        | 7,92 |
| Бомбардерско наоружање (бомбе) |      |
| Ракетно наоружање (ракете)     |      |